# Landtagswahlkreis 3 (Kärnten)
Der Wahlkreis 3 (Villach) ist ein Wahlkreis in Kärnten, der die politischen Bezirke Villach-Land und Villach umfasst. Bei der Landtagswahl 2018 waren im Wahlkreis 3 94.981 Personen wahlberechtigt, wobei bei der Wahl die Sozialdemokratische Partei Österreichs (SPÖ) mit 51,2 % den ersten Platz erreichte. Neben der SPÖ, die vier der acht möglichen Grundmandate im Wahlkreis erzielte, erreichten auch Freiheitliche Partei Österreichs (FPÖ) ein Grundmandat.

## Geschichte
Ursprünglich bestand in Kärnten bei Landtagswahlen lediglich ein Wahlkreis. Nachdem die burgenländische Landtagswahl 1977 beim Verfassungsgerichtshof angefochten worden war, erkannte der Verfassungsgerichtshof, dass die Nennung von „Wahlkreisen“ im Artikel 26 des Bundes-Verfassungsgesetzes, also im Plural, dahingehend auszulegen sein, dass mindestens zwei Wahlkreise pro Bundesland bestehen müssen. In der Folge änderten die betroffenen Bundesländer Kärnten, Salzburg und das Burgenland ihre Landtagswahlordnungen. Kärnten vollzog die notwendige Adaptierung mit der am 18. Mai 1979 erfolgten Änderung der Landtagswahlordnung 1974, wobei das Landesgebiet in vier Wahlkreise unterteilt wurde. Zum Wahlkreis 3 wurden dabei der Bezirk Villach-Land und die Stadt Villach zusammengeschlossen.
Bei der Landtagswahl 1984 erreichte die Sozialdemokratische Partei Österreichs (SPÖ) im Wahlkreis 1 mit 56,4 % noch die absolute Stimmenmehrheit. In der Folge musste die SPÖ jedoch kontinuierliche und teilweise starke Stimmenverluste hinnehmen, wenngleich sie bis 1994 im Wahlkreis die relative Mehrheit knapp verteidigen konnte. 1999 verlor die SPÖ jedoch den ersten Platz an die Freiheitlichen. Nachdem die SPÖ bei der Landtagswahl 2004 nach sukzessiven Verlusten wieder einen Gewinn einfahren konnte, erreichte sie bei dieser Wahl wieder den zweiten Rang. Danach rutschte sie 2009 auf 34,4 % ab, ihr bisher schlechtester Wert. Dadurch konnte sie auch nur noch zwei Grundmandate erlangen, drei weniger als 1984. 2013 konnte die SPÖ mit 40,3 % erneut den ersten Platz von den Freiheitlichen zurückerobern. Die SPÖ erreichte damit seit 1984 im Wahlkreis 3 immer ihr bester Ergebnis in den vier Wahlkreisen.
Die Freiheitlichen, 1984 mit 16,2 % nur drittstärkste Kraft, legten unter Jörg Haider bis 1999 kontinuierlich auf 42,4 % zu und eroberten in diesem Jahr den ersten Platz. Auf Grund leichter Verluste fielen die Freiheitlichen 2004 mit 40,1 % wieder auf den 2. Rang zurück, 2009 konnten sie mit 42,7 %, ihrem bisher besten Ergebnis, den ersten Platz zurückerobern, wobei die Freiheitlichen 2009 unter der Marke BZÖ antraten. Nachdem sich die Freiheitlichen als FPK wieder vom BZÖ abgespalten hatten, verloren sie im Zuge verschiedener Korruptionsaffären bei der Landtagswahl 2013 rund 66 % ihres Stimmenanteils und fielen auf 16,7 % zurück. Dennoch kam die FPK im Wahlkreis 2 auf den zweiten Platz.
Die Österreichische Volkspartei (ÖVP), die 1984 mit 22,6 % und zwei Grundmandaten noch den zweiten Rang belegte, fiel bereits 1989 hinter die Freiheitlichen zurück und erreichte zwischen 1989 und 1999 mit 16 bis 20 % Stimmenanteil nur mehr ein Grundmandat. Bei der Landtagswahl 2004 verlor die ÖVP rund die Hälfte ihres Stimmenanteils und stürzte auf 8,3 % ab. Nach diesem historisch schlechtesten Ergebnis konnte die ÖVP bei den Landtagswahlen 2009 und 2013 mit 13,6 % bzw. 11,1 % nur wenig ihrer Verluste wegmachen. 2004 und 2013 verfehlte die ÖVP jeweils das Grundmandat, wobei die ÖVP im Wahlkreis 3 im Laufe der Zeit durchwegs ihr schlechtestes Ergebnis einfuhr.
Die Grünen Kärnten scheiterten bis 2004 alleine und mit verschiedenen Wahlbündnissen mehrfach an der hohen Grundmandatshürde, die für einen Einzug in den Landtag notwendig war. Erst bei der Landtagswahl 2004 konnten die Grünen im Wahlkreis 1 ein Grundmandat erringen, im Landtagswahlkreis 3 verfehlten sie mit 6,2 % hingegen das Grundmandat klar. Nach leichten Verlusten im Jahr 2009 sank das Ergebnis der Grünen auf rund 4,9 %, im Jahr 2013 konnten die Grünen ihr Ergebnis auf 12,8 % mehr als verdoppeln. Damit erreichten die Grünen erstmals auch ein Grundmandat, wobei sie die ÖVP überholen konnten und den dritten Platz belegten. Die Grünen erreichten im Raum Villach damit das nächstbeste Ergebnis nach dem Wahlkreis Klagenfurt.
2013 konnte zudem das Team Stronach (TS) beim erstmaligen Antreten 12,7 % bzw. ein Grundmandat erzielte. Auch das Bündnis Zukunft Österreich (BZÖ) schaffte 2013 den Einzug in den Landtag, blieb mit 5,9 % im Wahlkreis 3 jedoch klar unter dem Landesschnitt.

## Wahlergebnisse
| Landtagswahlen im Wahlkreis 3 | Landtagswahlen im Wahlkreis 3 | Landtagswahlen im Wahlkreis 3 | Landtagswahlen im Wahlkreis 3 | Landtagswahlen im Wahlkreis 3 | Landtagswahlen im Wahlkreis 3 | Landtagswahlen im Wahlkreis 3 | Landtagswahlen im Wahlkreis 3 | Landtagswahlen im Wahlkreis 3 |
| ----------------------------- | ----------------------------- | ----------------------------- | ----------------------------- | ----------------------------- | ----------------------------- | ----------------------------- | ----------------------------- | ----------------------------- |
| Wahltermin                    | GM                            |                               | SPÖ                           | ÖVP                           | FPÖ/BZÖ/FPK                   | GRÜNE                         | TK                            | Sonstige                      |
| 30. September 1984            |                               | Stimmenanteile (%)            | 56,35                         | 22,56                         | 16,16                         | 1,36                          | -                             | 3,56                          |
| 30. September 1984            | 8                             | Grundmandate                  | 5                             | 2                             | 1                             | 0                             | -                             | 0                             |
| 12. März 1989                 |                               | Stimmenanteile (%)            | 50,69                         | 15,90                         | 28,67                         | 1,78                          | -                             | 2,97                          |
| 12. März 1989                 | 8                             | Grundmandate                  | 4                             | 1                             | 2                             | 0                             | -                             | 0                             |
| 13. März 1994                 |                               | Stimmenanteile (%)            | 40,86                         | 19,78                         | 33,59                         | 1,74                          | -                             | 4,04                          |
| 13. März 1994                 | 8                             | Grundmandate                  | 3                             | 1                             | 3                             | 0                             | -                             | 0                             |
| 7. März 1999                  |                               | Stimmenanteile (%)            | 36,35                         | 16,79                         | 42,39                         | -                             | -                             | 4,47                          |
| 7. März 1999                  | 8                             | Grundmandate                  | 3                             | 1                             | 3                             | -                             | -                             | 0                             |
| 7. März 2004                  |                               | Stimmenanteile (%)            | 43,94                         | 8,30                          | 40,07                         | 6,15                          | -                             | 1,54                          |
| 7. März 2004                  | 8                             | Grundmandate                  | 3                             | 0                             | 3                             | 0                             | -                             | 0                             |
| 1. März 2009                  |                               | Stimmenanteile (%)            | 34,42                         | 13,59                         | 42,72                         | 4,87                          | -                             | 4,41                          |
| 1. März 2009                  | 8                             | Grundmandate                  | 2                             | 1                             | 3                             | 0                             | -                             | 0                             |
| 3. März 2013                  |                               | Stimmenanteile (%)            | 40,33                         | 11,13                         | 14,68                         | 12,79                         | 12,66                         | 8,41                          |
| 3. März 2013                  | 8                             | Grundmandate                  | 3                             | 0                             | 1                             | 1                             | 1                             | 0                             |
| 4. März 2018                  |                               | Stimmenanteile (%)            | 51,18                         | 12,37                         | 21,62                         | 2,92                          | 5,37                          | 6,54                          |
| 4. März 2018                  | 8                             | Grundmandate                  | 4                             | 0                             | 1                             | 0                             | 0                             | 0                             |
| 5. März 2023                  |                               | Stimmenanteile (%)            | 41,53                         | 12,85                         | 26,03                         | 4,26                          | 9,40                          | 5,92                          |
| 5. März 2023                  | 8                             | Grundmandate                  | 3                             | 1                             | 2                             | 0                             | 0                             | 0                             |